# Scarus quoyi
Scarus quoyi és una espècie de peix de la família dels escàrids i de l'ordre dels perciformes.

## Morfologia
Els mascles poden assolir els 40 cm de longitud total.

## Distribució geogràfica
Es troba des de l'Índia fins a Vanuatu, les Illes Ryukyu, Nova Caledònia i Palau (Micronèsia).